# Прискоковское сельское поселение
Приско́ковское се́льское поселе́ние — муниципальное образование в Красносельском районе Костромской области России.
Административный центр — деревня Прискоково.

## История
Прискоковское сельское поселение образовано 30 декабря 2004 года в соответствии с Законом Костромской области № 237-ЗКО, установлены статус и границы муниципального образования.

## Население
| 2008  | 2010  | 2012  | 2013  | 2014  | 2015  | 2016  |
| ----- | ----- | ----- | ----- | ----- | ----- | ----- |
| 1529  | ↘1212 | ↗1219 | ↘1188 | ↘1183 | ↘1163 | ↘1161 |
| 2017  | 2018  | 2019  | 2020  | 2021  |       |       |
| ↘1145 | ↘1118 | ↗1134 | ↘1113 | ↗1227 |       |       |

## Состав сельского поселения
| №  | Населённый пункт  | Тип населённого пункта          | Население |
| -- | ----------------- | ------------------------------- | --------- |
| 1  | Абрамово          | деревня                         | ↗80       |
| 2  | Антоновское       | деревня                         | ↗14       |
| 3  | Веселово          | деревня                         | ↗332      |
| 4  | Гореславка        | деревня                         | ↘11       |
| 5  | Гравийный Карьер  | посёлок                         | ↗567      |
| 6  | Есюнино           | деревня                         | ↗32       |
| 7  | Захаровка         | деревня                         | ↗2        |
| 8  | Кирпичного завода | посёлок                         | ↗19       |
| 9  | Киселево          | деревня                         | ↗26       |
| 10 | Коробово          | деревня                         | ↘3        |
| 11 | Лякино            | деревня                         | ↘20       |
| 12 | Матушкино         | деревня                         | ↘19       |
| 13 | Ново-Белый Камень | деревня                         | ↘7        |
| 14 | Ново-Паново       | деревня                         | ↗11       |
| 15 | Подъельное        | деревня                         | ↗10       |
| 16 | Прискоково        | деревня, административный центр | ↘28       |
| 17 | Русиново          | деревня                         | ↘13       |
| 18 | Серково           | деревня                         | ↘47       |
| 19 | Соболево          | деревня                         | →0        |
| 20 | Сухара            | деревня                         | ↘169      |
| 21 | Тарасовка         | деревня                         | ↗6        |
| 22 | Черемискино       | деревня                         | ↗61       |
| 23 | Чулково           | деревня                         | →0        |

## Известные уроженцы
- Голубев, Дмитрий Иванович (1900—19??) — советский военачальник, полковник.